# Josefstal (Solingen)
Josefstal ist eine Ortslage im Stadtteil Aufderhöhe der bergischen Großstadt Solingen. 

## Lage und Beschreibung
Der Ort liegt im nach ihm benannten Josefstal zwischen der Bundesstraße 229, der Aufderhöher Straße, und dem Talgrund, in dem Burbach fließt. Am Ufer des Burbach befindet sich auch das ehemalige Freibad Kesselsweiher, auf dessen Grundstück langfristig ein Freizeitgelände entstehen soll. Josefstal ist zudem der Name einer Straße, die von der Bundesstraße im Südosten abzweigt und in den Talgrund führt. Von dort zweigt auch ein Weg zur Sportanlage Höher Heide ab, die etwa der TSV Aufderhöhe nutzt. Die teils bewaldeten Talhänge im Josefstal sind bis heute nur durch einzelne Wohnhäuser besiedelt, an denen der Josefstaler Bach vorbeifließt. 
Benachbarte Ortslagen sind bzw. waren (von Nord nach West): Börkhaus, Nußbaum, Aufderhöhe, Gillicher Dahl, Gillich, Teschenhöhe, Landwehrhöhe, Landwehr, Burbach, Kesselsweiher, Höher Heide und Haalsiepen. 

## Etymologie
Der Ortsname ist von dem Personennamen Josef abgeleitet.

## Geschichte
Der Ort entstand vermutlich am Anfang des 19. Jahrhunderts auf der Basis eines Einzelhauses, die erste urkundliche Erwähnung ist für das Jahr 1830 bezeugt. In den meisten Kartenwerken des 19. Jahrhunderts ist Josefstal hingegen nicht verzeichnet, darunter in der Topographischen Karte des Regierungsbezirks Düsseldorf von 1871. Er erscheint erst in der Preußischen Neuaufnahme von 1893 als Josefsthal benannt sowie in der Karte Stadt- und Landkreis Solingen des Landmessers August Hofacker von 1898 als Josefsthal benannt. Seit dem beginnenden 20. Jahrhundert ist die Schreibweise Josefstal gebräuchlich, die später auch amtlicher Straßenname wurde.
Nach Gründung der Mairien und späteren Bürgermeistereien Anfang des 19. Jahrhunderts gehörte Josefstal zur Bürgermeisterei Höhscheid, die 1856 zur Stadt erhoben wurde.
Mit der Städtevereinigung zu Groß-Solingen im Jahre 1929 wurde Josefstal ein Ortsteil Solingens. Anfang der 1930er Jahre wurde im Josefstal ein Sportplatz angelegt, die heutige Sportanlage Höher Heide.
Im Sommer 2020 begannen im Josefstal die Bauarbeiten für Solingens dreizehnten Kunstrasenfußballplatz. Dieser ersetzte den Sportplatz neben dem ehemaligen Ohligser Stadion am Hermann-Löns-Weg, der mitsamt dem Stadion für den Bau einer Wohnsiedlung abgerissen worden war. Investiert wurden im Josefstal rund 3,3 Millionen Euro, neben dem Sportplatz unter anderem auch in Funktionsgebäude und Lärmschutzmaßnahmen. Eröffnet wurde der Platz im Sommer 2022.